# Comté d'Ashland (Wisconsin)
Pour les articles homonymes, voir Comté d'Ashland.
Le comté d'Ashland – en anglais : Ashland County – est l'un des  comtés de l'État du Wisconsin, aux États-Unis.

## Géographie
D'après le United States Census Bureau, le comté a une surface de 5 941 km2 (2 294 mi2), dont 2 703 km2 (1 044 mi2) de terres et 3 237 km2 (1 250 mi2) en surfaces aquatiques (lacs, rivières...).

## Démographie

Pyramide des âges en 2000.

### Comtés limitrophes
| Nord-Ouest : comté de Bayfield | Nord : Lac Supérieur |                         |
|                                | Comté d'Ashland      | Est: comté d'Iron       |
| Sud-Ouest : comté de Sawyer    |                      | Sud-Est: comté de Price |